# Marina Wilke
Marina Wilke (28 de febrero de 1958) es una deportista de la RDA que compitió en remo como timonel. Es madre del también remero Robert Jahrling.
Participó en dos Juegos Olímpicos de Verano en los años 1976 y 1980, obteniendo dos medallas, oro en Montreal 1976 y oro en Moscú 1980. Ganó cuatro medallas en el Campeonato Mundial de Remo entre los años 1975 y 1979.

## Palmarés internacional
| Juegos Olímpicos   | Juegos Olímpicos          | Juegos Olímpicos | Juegos Olímpicos   |
| Año                | Lugar                     | Medalla          | Prueba             |
| ------------------ | ------------------------- | ---------------- | ------------------ |
| 1976               | Montreal (Canadá)         | Medalla de oro   | Ocho con timonel   |
| 1980               | Moscú (URSS)              | Medalla de oro   | Ocho con timonel   |
| Campeonato Mundial |                           |                  |                    |
| Año                | Lugar                     | Medalla          | Prueba             |
| 1975               | Nottingham (Reino Unido)  | Medalla de oro   | Ocho con timonel   |
| 1977               | Ámsterdam (Países Bajos)  | Medalla de oro   | Cuatro con timonel |
| 1978               | Cambridge (Nueva Zelanda) | Medalla de plata | Ocho con timonel   |
| 1979               | Bled (Yugoslavia)         | Medalla de plata | Ocho con timonel   |